# Деннинг, Элспет
Элспет Кэтрин Деннинг (до замужества — Свейн; в предыдущем браке — Клемент; англ. Elspeth Denning (Swain; Clement); род. 19 июня 1956, Британская Кения) — южноафриканская и австралийская хоккеистка на траве, защитник. Олимпийская чемпионка 1988 года, бронзовый призёр чемпионата мира 1983 года.

## Биография
Элспет Деннинг родилась 19 июня 1956 года в Британской Кении.
В 6-летнем возрасте вместе с семьёй перебралась в ЮАР.
Играла в хоккей на траве за Западно-Капскую провинцию ЮАР. В 1975 году переехала в Австралию. В 1976—1988 годах выступала за Западную Австралию, последние шесть лет была капитаном команды.
В 1978 году дебютировала в женской сборной Австралии.
В 1983 году завоевала бронзовую медаль чемпионата мира в Куала-Лумпуре, забив два мяча на 1-й и 2-й минутах матча за 3-4-е места против сборной ФРГ (3:1). Всего на турнире забила 4 гола.
В 1986 году участвовала в чемпионате мира в Амстелвене, где австралийки заняли 6-е место. Забила 9 мячей, став лучшим снайпером турнира вместе с Нателлой Красниковой из СССР.
В 1987 году завоевала серебряную медаль Трофея чемпионов в Амстелвене.
В 1988 году вошла в состав женской сборной Австралии на летних Олимпийских играх в Сеуле и завоевала золотую медаль. Играла на позиции защитника, провёл 5 матчей, забил 1 мяч в ворота сборной Южной Кореи.
В 1978—1988 годах провела за женскую сборную Австралии 101 матч, забила 65 мячей.
Деннинг характеризовали как скоростную, сбалансированную хоккеистку, которая хорошо владел навыком исполнения штрафных ударов.
В 1989 году была признана лучшей спортсменкой Западной Австралии. В том же году была награждена медалью ордена Австралии.

## Увековечение
В 1996 году была введена в Зал чемпионов Западной Австралии.
В 2005 году была введена в Зал чемпионов хоккея на траве Западной Австралии.